# هبة عبد العزيز (ممثلة مصرية)
هبة عبد العزيز ممثلة مصرية وعارضة أزياء ومكياج شابة، قدمتها نبيلة عبيد عام 2009 في مسلسل البوابة الثانية، ثم شاركت في مسلسلات نونة المأذونة عام 2011 ولعبة الشيطان عام 2013 والصياد والجزء الأول من سرايا عابدين عام 2014، وفي 2015 في مسلسلات الكبير أوي، الجزء الخامس، والكابوس، ومن الجاني. وفي مجال السينما، شاركت في فيلمي الثلاثة يشتغلونها عام 2010 ولمح البصر. وشاركت في الجزئين الثالث والرابع من مسلسل هبة رجل الغرابكما شاركت في فيلم عمر الأزرق عام 2017.

## روابط خارجية
- هبة عبد العزيز على موقع الدهليز
- هبة عبد العزيز على موقع قاعدة بيانات الأفلام العربية